# Dekanat Katowice-Piotrowice
Dekanat Katowice-Piotrowice − jeden z 37 dekanatów katolickich w archidiecezji katowickiej na terenie Katowic. Został on utworzony przez arcybiskupa katowickiego Wiktora Skworca przez podział dekanatu Katowice-Panewniki dekretem z 1 stycznia 2015 roku. W jego skład wchodzą następujące parafie:
- Parafia Trójcy Przenajświętszej w Kostuchnie (Katowice)
- Parafia Matki Boskiej Fatimskiej w Katowicach-Piotrowicach (Katowice)
- Parafia Najświętszego Ciała i Krwi Chrystusa w Katowicach Piotrowicach (Katowice)
- Parafia Najświętszego Serca Pana Jezusa i św. Jana Bosko w Piotrowicach (Katowice)
- Parafia Matki Bożej Częstochowskiej w Podlesiu Śląskim (Katowice)
- Parafia Matki Bożej Wspomożenia Wiernych w Zarzeczu (Katowice)[2].

W skład dekanatu wchodzi także Zespół Szkół Zakonu Pijarów im. Matki Bożej Królowej Szkół Pobożnych w Katowicach.